# Robert Ouko (Leichtathlet)
Robert Ouko (* 24. Oktober 1948 in Manga, Nyamira County; † 18. August 2019 in Nairobi) war ein kenianischer Leichtathlet. 

## Leben
Bei den Olympischen Spielen 1968 in Mexiko-Stadt schied der Mittelstreckenläufer über 800 Meter im Halbfinale aus. Bei den British Commonwealth Games 1970 in Edinburgh siegte er über dieselbe Distanz in 1:46,89 min. In der 4-mal-400-Meter-Staffel gewann die kenianische Mannschaft in der Besetzung Munyoro Nyamau, Julius Sang, Ouku und Charles Asati in 3:03,63 min. Im September desselben Jahres stellte eine kenianische Stafette mit Nyamau, Naftali Bon, Ouku und Thomas Saisi mit 7:11,6 min einen Weltrekord über 4-mal 880 Yards auf.
Bei den Olympischen Spielen 1972 erreichte Robert Ouko das Finale im 800-Meter-Lauf und wurde Fünfter in 1:46,53 min. In der 4-mal-400-Meter-Staffel blieb Kenia mit 2:59,83 min als einzige unter drei Minuten und gewann in der Besetzung Asati, Nyamau, Ouku und Sang Gold.
Robert Ouko war 1,73 m groß und wog in seiner aktiven Zeit 68 kg. Nach seiner Karriere war er Sekretär des kenianischen Leichtathletikverbandes.